# Kreis Lüdenscheid
Der Kreis Lüdenscheid ist ein ehemaliger Kreis in Nordrhein-Westfalen, der 1969 aus der kreisfreien Stadt Lüdenscheid und dem Landkreis Altena gebildet wurde. 1975 wurde er mit dem Kreis Iserlohn und der kreisfreien Stadt Iserlohn zum Märkischen Kreis mit Sitz in Lüdenscheid vereinigt.

## Geographie

### Nachbarkreise
Der Kreis Lüdenscheid grenzte 1974, im Norden beginnend im Uhrzeigersinn, an die Kreise Iserlohn, Arnsberg, Olpe, Oberbergischer Kreis, Rheinisch-Bergischer Kreis, Rhein-Wupper-Kreis und Ennepe-Ruhr-Kreis.

## Geschichte
Der Landkreis Lüdenscheid entstand am 1. Januar 1969 durch das Gesetz zur Neugliederung des Landkreises Altena und der kreisfreien Stadt Lüdenscheid.
Am 1. Oktober 1969 wurde aus dem Landkreis der Kreis Lüdenscheid.
Bereits am 1. Januar 1975 wurde der Kreis durch das Sauerland/Paderborn-Gesetz aufgelöst und dem neuen Märkischen Kreis zugeordnet.

## Einwohnerentwicklung
| Jahr | Einwohner | Quelle |
| ---- | --------- | ------ |
| 1969 | 241.600   | [ 3 ]  |
| 1970 | 240.700   | [ 4 ]  |
| 1971 | 241.000   | [ 5 ]  |
| 1973 | 241.200   | [ 6 ]  |

## Politik

### Ergebnisse der Kreistagswahlen ab 1946
In der Liste werden nur Parteien und Wählergemeinschaften aufgeführt, die mindestens zwei Prozent der Stimmen bei der jeweiligen Wahl erhalten haben. Die Angaben bis 1964 beziehen sich auf den Landkreis Altena.
Stimmenanteile der Parteien in Prozent
| Jahr   | SPD  | CDU  | FDP  | BHE | KPD |
| ------ | ---- | ---- | ---- | --- | --- |
| 1946   | 44,2 | 46,0 |      |     | 6,8 |
| 119481 | 44,2 | 41,7 | 02,1 |     | 5,6 |
| 219522 | 40,6 | 25,7 | 20,5 | 6,6 | 2,6 |
| 1956   | 47,9 | 28,4 | 18,0 | 2,4 |     |
| 1961   | 45,3 | 33,8 | 20,9 |     |     |
| 1964   | 49,0 | 34,0 | 15,7 |     |     |
| 319693 | 47,7 | 34,2 | 12,5 |     |     |

Fußnoten
1 1948: zusätzlich: RSF: 3,8 %, DZP: 2,9 %

2 1952: zusätzlich: DZP: 2,0 %

3 1969: zusätzlich: NPD: 5,6 %

### Landrat
- 1969–1974 Heinz Chmill (bis 1968 Landrat des Landkreises Altena)

### Oberkreisdirektor
- 1969–1974 Wilfried Droste (bis 1968 Oberkreisdirektor des Landkreises Altena)

### Wappen
Das Wappen wurde vom Landkreis Altena übernommen, da der neugebildete Landkreis Lüdenscheid überwiegend deckungsgleich mit dem Altkreis Altena war.

## Kreisangehörige Gemeinden
- Stadt Altena (mit den ehemals selbständigen Gemeinden Dahle und Evingsen)
- Stadt Halver
- Gemeinde Herscheid
- Stadt Kierspe (mit der ehemals selbständigen Gemeinde Rönsahl)
- Stadt Lüdenscheid (mit der ehemals selbständigen Gemeinde Lüdenscheid-Land)
- Stadt Meinerzhagen (mit der ehemals selbständigen Gemeinde Valbert)
- Gemeinde Nachrodt-Wiblingwerde
- Stadt Neuenrade (mit der ehemals selbständigen Gemeinde Küntrop)
- Stadt Plettenberg (mit der ehemals selbständigen Gemeinde Ohle)
- Gemeinde Schalksmühle (mit der ehemals selbständigen Gemeinde Hülscheid)
- Stadt Werdohl

## Denkmal
Im oberen Tunnel des Busbahnhofs „Sauerfeld ZOB“ befindet sich eine Eisenplatte mit einer Karte von allen Städten des ehemaligen Kreises. Sie soll an den nur sechs Jahre lang existierenden Kreis Lüdenscheid erinnern.

## Kfz-Kennzeichen
Am 1. Juli 1956 wurde der kreisfreien Stadt Lüdenscheid bei der Einführung der bis heute gültigen Kfz-Kennzeichen das Unterscheidungszeichen LÜD zugewiesen. Der Landkreis Lüdenscheid übernahm dieses Unterscheidungszeichen anstelle des bisherigen AL für den Landkreis Altena. Es wurde bis in den Januar 1975 ausgegeben.